# Eisenbahnunfall von Port-d’Atelier
Bei dem Eisenbahnunfall von Port-d’Atelier kollidierte am 19. Februar 1949 ein Schnellzug im Bahnhof von Port-d’Atelier (später Port-d’Atelier-Amance), auf dem heutigen Gemeindegebiet von Amance, Département Haute-Saône, mit einer Kleinlokomotive. 43 Menschen starben.

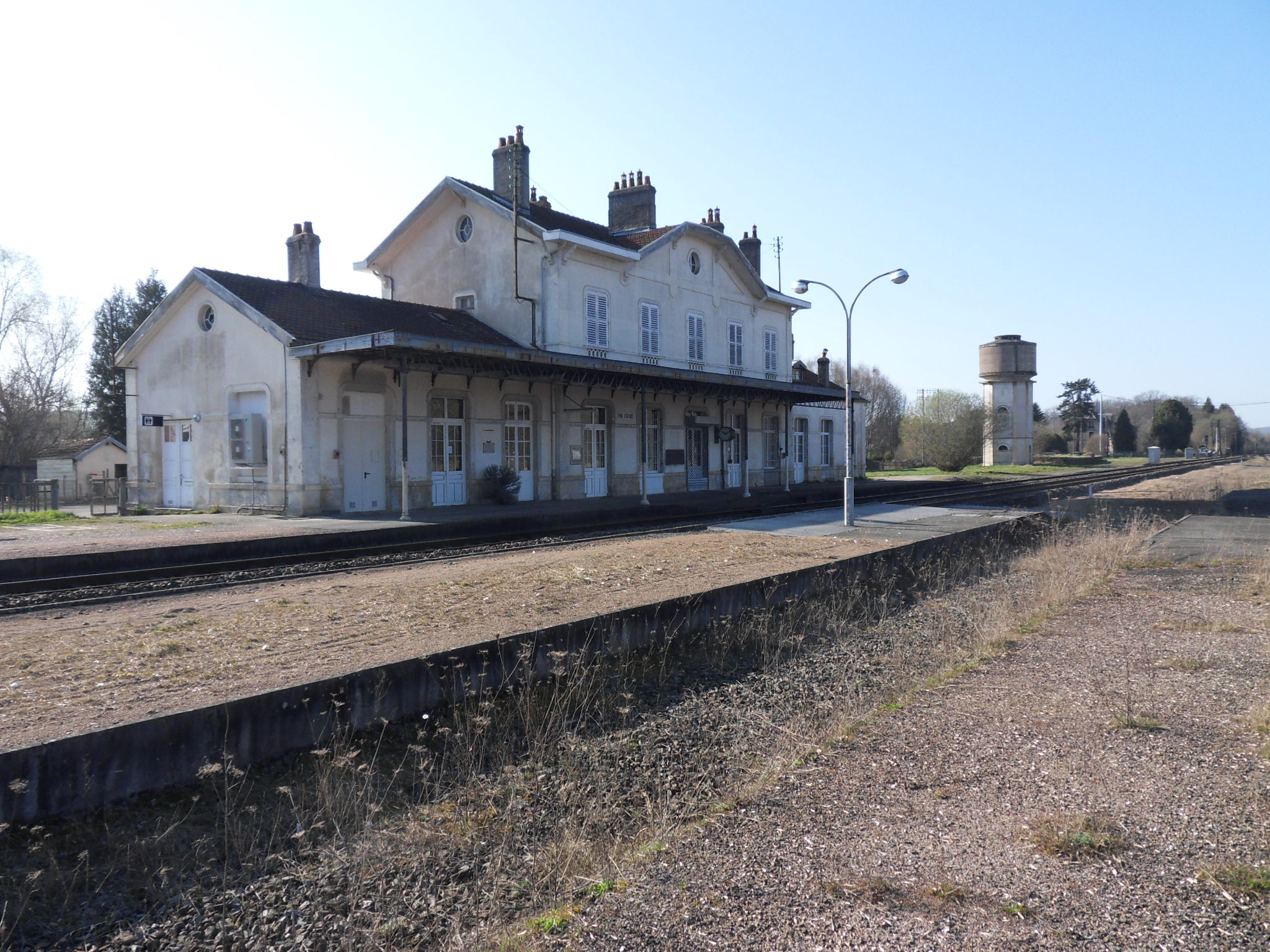
Bahnhof von Port-d’Atelier-Amance (Zustand: 2014)

## Ausgangslage
Der Schnellzug war von Nancy nach Dijon unterwegs. In seine Wagenreihung folgte der Dampflokomotive ein Gepäckwagen in moderner Stahlbauweise, dann zwei ältere Personenwagen mit Holzaufbau und anschließend ein Wagen der Post, wiederum in moderner Stahlbauweise.

## Unfallhergang
Der Zug stieß mit der Kleinlokomotive zusammen. Durch die dabei auftretende Verzögerung wurden die Holzaufbauten des zweiten und dritten Wagens des Zuges zwischen den beiden stählernen Wagen zertrümmert.

## Folgen
43 Menschen starben. Der Lokomotivführer, der bei dem Unfall schwer am Kopf und durch austretenden Dampf verletzt wurde, legte, um den Zug nach hinten zu sichern, noch Knallkapseln aus, bevor er seinen Verletzungen erlag.